# Eleiotis
Genre
Eleiotis est un genre de plantes à fleurs dicotylédones de la famille des Fabaceae, sous-famille des Faboideae, originaire d'Asie, qui comprend deux espèces acceptées.

## Étymologie
Le nom générique, « Eleiotis », est formé de deux racines grecques :  ἐλειός (eleios), « loir » et οὖς, ὠτός (otis), « oreille », en référence à la forme des feuilles qui évoque celle de l'oreille du loir.

## Liste d'espèces
Selon The Plant List (17 octobre 2018) :
- Eleiotis monophyllos (Burm.f.) DC.
- Eleiotis rottleri Wight & Arn.